# Salzburger Nachrichten
As Salzburger Nachrichten são um jornal da Áustria.
O jornal tem cerca 294.000 leitores (no Estado de Salzburgo:200.000).[carece de fontes?]